# 鹿児島北バイパス

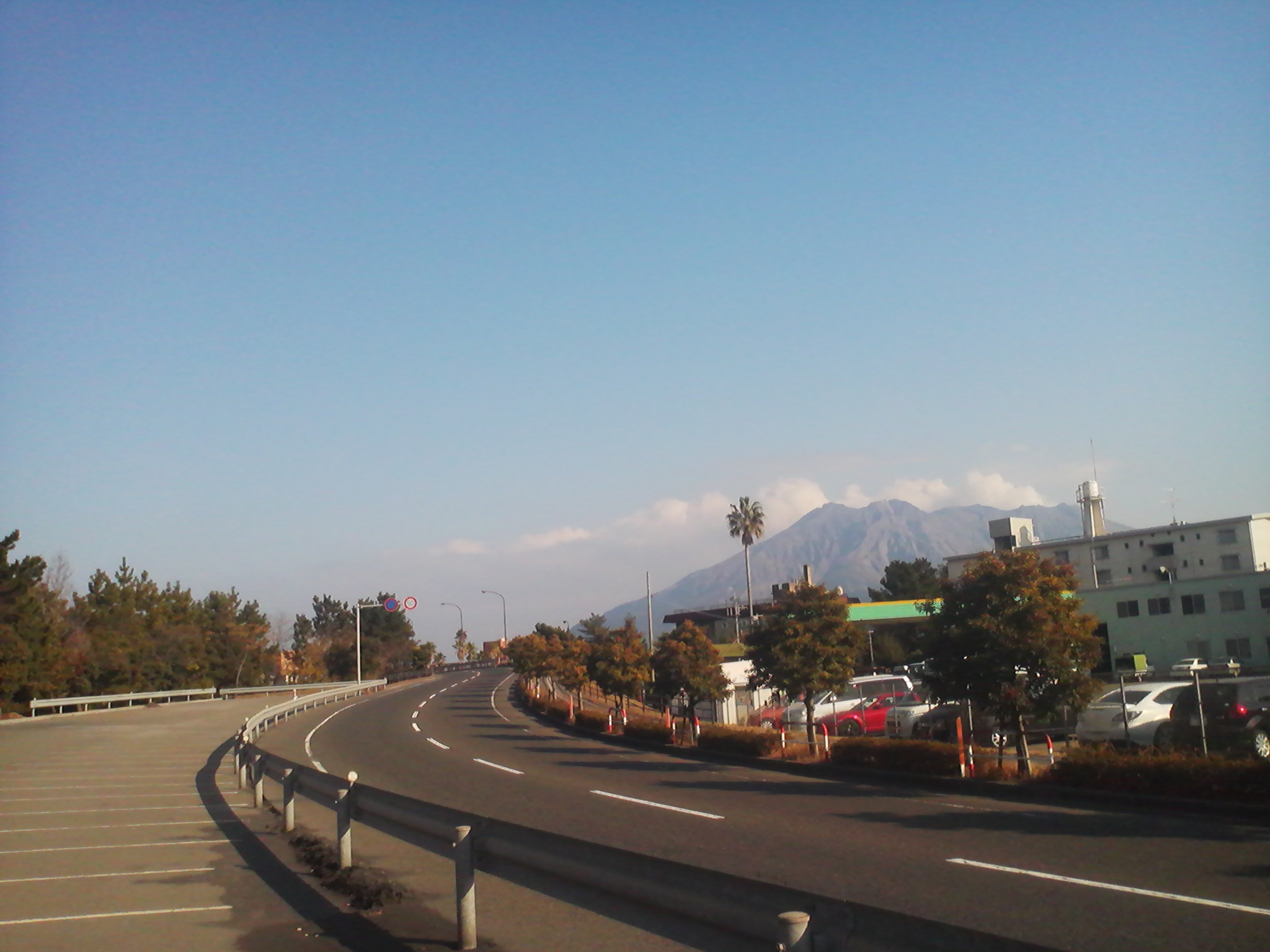
石橋記念公園前から姶良方面を望む

鹿児島北バイパス（かごしまきたバイパス）は、鹿児島県鹿児島市吉野町花倉から同市小川町に至る全長約5.3キロメートル (km) の国道10号バイパスである。
吉野町花倉地区から祇園之洲町までの区間は事業中である。当該区間については、国の名勝であり桜島を借景とする仙巌園や、世界文化遺産「明治日本の産業革命遺産 製鉄・製鋼、造船、石炭産業」の構成資産が多く所在することによる景観のへの配慮や、海岸線を通ることによる津波の発生による被災の可能性が検討されており、山岳ルート（山岳トンネルルート）が採用されることとなった。

## 概要
- 起点：鹿児島県鹿児島市吉野町花倉
- 終点：鹿児島県鹿児島市小川町
- 延長：約5.3 km
- 規格：第3種第2級（吉野町花倉 - 祇園之洲）・第4種第1級（祇園之洲 - 小川町）[2]

- 道路幅員：25.0m（完成4車線）[2]

- 車線数：完成4車線（暫定2車線）
- 設計速度：60 km/h

## 歴史
- 1975年（昭和50年） - 事業化[2]
- 1981年（昭和56年） - 都市計画決定、用地取得着手[2]
- 1994年（平成6年）3月10日 - 祇園之洲町から浜町までの延長0.9 kmの区間が暫定2車線で供用開始[2][6]。
- 2000年（平成12年）3月11日 - 浜町から小川町までの延長0.3 kmの区間が完成4車線で供用開始[2][6]。
- 2015年（平成27年） - 2002年度（平成14年度）に外部委員会から提言されたボックスによる海浜ルートでの建設計画を白紙に戻し、再度検討し直すこととなった[7][3]。また、同年に沿線の旧集成館が世界文化遺産の構成資産の一部となる[4]。
- 2015年（平成27年）12月 - 山岳ルートで都市決定される。これに伴って、鹿児島北バイパスの延長が4.4 kmから5.3 kmに変更になる[2]。

## 路線状況

### 道路施設

#### 橋
- 祇園之洲大橋[1]
  - 橋長76 mの稲荷川に架かる2径間連続鋼製箱桁橋[8]。
- 祇園之洲橋（橋長336 m・仮称・未供用）[1][9]
- 花倉橋（橋長56 m・仮称・未供用）[1][9]

#### トンネル
国道10号現道の鳥越トンネルと立体交差する山岳トンネルを事業中である。

### 交差する道路
- 国道10号（予定）
- 鹿児島港臨港道路

## 周辺施設
- 石橋記念公園
- 鹿児島駅
- 磯海水浴場
- 仙厳園
- 重富荘
- 国土交通省九州地方整備局鹿児島国道事務所